# Misty Hyman
Misty Hyman (n. 23 martie 1979, Mesa, Arizona, SUA) este o înotătoare ce a reprezentat Statele Unite ale Americii, medaliată olimpică. A participat la o ediție a Jocurilor Olimpice (2000) în care a câștigat două medalii de aur.